# Ходмезёвашархейский международный центр керамики

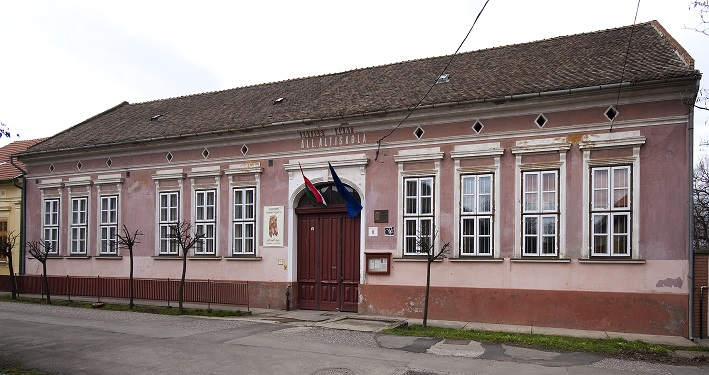
Здание Центра керамики

Ходмезёвашархейский международный центр керамики  — это постоянное выставочное пространство и образовательный центр, расположенный в городе Ходмезёвашархей.

## История создания центра
Идею создания Международного керамического центра можно отнести к 2005 году, когда художники, приезжавшие на стажировки в Ходмезёвашархей, выступили с предложением создания профессионального центра прикладного искусства, который был бы открыт круглый год. В 2005 году Шандор Тёрёк, тогдашний директор KERAM-PACK Zrt., фабрики-производителя ходмезёвашаршейской майолики, приобрёл здания и территорию основанной в начале XX века творческой колонии художников — специалистов по майолике. На базе центра, помимо проведения в учебной мастерской Ходмезёвашархейского керамического симпозиума, с мая 2005 года начала действовать современная Колония художников, которым обеспечивалась возможность творческой работы в течение 1 месяца каждому. Использовавшие эту возможность художники преподносили в дар Городской коллекции керамики один предмет или одну серию из произведений искусства, созданных в период творческой "командировки". В связи с банкротством компании-спонсора KERAM-PACK Zrt. колония художников была закрыта.

## Центр искусства, образовательный и исследовательский центр
В 2007 году депутаты муниципального собрания города Ходмезёвашархей обратились к экспертам по вопросу о долгосрочном использовании исторического здания, которое занимала Колония художников. В здании было предложено создать Центр искусства, образовательный и исследовательский центр. С 2007 года центр продолжал работу параллельно с реорганизацией, в 2013 году был официально основан Ходмезёвашархейский международный центр керамики.

## Деятельность центра
- Выставки: В двух выставочных залах проходили выставки современного венгерского керамического искусства и истории керамики.
- Организация профессиональных мероприятий
- Проведение Вашархейского симпозиума по керамике: ежегодно осенью
- Колония художников, поддерживающая творческую деятельность художников: есть возможность подготовки выставок, технологических и творческих экспериментов, повышения квалификации

## Коллекция
В экспозиции хранилища Центра, представляющей собой инвентаризированную и каталогизированную коллекцию, на постоянной основе выставлены для осмотра и изучения работы художников, работавших на симпозиумах и в колонии художников в прошлые годы, На июль 2015 года коллекция насчитывала 560 работ. Международный центр, а также Фонд керамического искусства им. В.Варты ежегодно организуют в Венгрии и за рубежом несколько выставок с использованием фондов коллекции.

## Образовательная и исследовательская деятельность
Центр является одним из дополнительных учебных мест Сегедского университета. Также в Центре проводятся закрытые и открытые курсы профессиональной подготовки, а также подготовки в написанию диссертаций. Действует Студия керамики для всех возрастных групп; Центр также участвует в ряде образовательных программ Европейского союза.

## Связанные статьи
- Ходмезёвашархей